# Kampfbund
La Liga de la Lucha (en alemán: Kampfbund) era una liga de sociedades nacionalistas y del Partido Nacionalsocialista alemán en Baviera, Alemania, en la década de 1920. Incluía el Partido Nazi de Adolf Hitler (NSDAP) y sus Sturmabteilung (SA), los Freikorps Oberland y la Bund Reichskriegsflagge. Hitler fue su líder político, mientras que Hermann Kriebel dirigió su milicia.
La Liga se creó el 30 de septiembre de 1923 en Núremberg, donde Hitler se unió a otros líderes nacionalistas para celebrar el Día de Alemania, que marcó el aniversario de la victoria prusiana sobre Francia en 1870. El objetivo era consolidar y racionalizar sus agendas y también prepararse para aprovechar la escisión entre Baviera y el gobierno central. El impulso para esta consolidación fue la declaración realizada unos días antes por el gobierno central de Berlín que anunciaba el fin de la resistencia contra la ocupación francesa del Ruhr, cuya aparente capitulación enfureció a los nacionalistas y los saqueadores. La Kampfbund realizó el Putsch de noviembre de 1923 en Múnich, Alemania.

## Afiliaciones
En ese momento, el Partido Obrero Alemán (DAP) había cambiado su nombre al Partido Nacionalsocialista Obrero Alemán (NSDAP). Había crecido de una secta marginal a la fuerza política más poderosa de Baviera con 70.000 miembros. Para 1923, las SA eran el ejército privado del Partido Nazi con aproximadamente 15.000 miembros. Un subgrupo del NSDAP era el Stoßtrupp-Hitler, una unidad de guardaespaldas personal para Hitler bajo el mando de Joseph Berchtold. Otro grupo fue el grupo juvenil del Partido, el Jungsturm Adolf Hitler dirigido por Adolf Lenk.
Los Freikorps Oberland era una organización paramilitar dirigida por Friedrich Weber. Tenía 4.000 tropas armadas, prácticamente todos veteranos de guerra descontentos. Esta unidad era una unidad de Freikorps.
La Bund Reichskriegsflagge (Sociedad Alemana de la Bandera Imperial) fue otro ejército privado que también tenía muchos veteranos de guerra. El líder oficial fue Joseph Seydel, pero Ernst Röhm tenía realmente en control.

## Planificación del golpe de Estado
El 26 de septiembre de 1923, luego de un período de agitación y violencia política, el Primer Ministro bávaro, Eugen von Knilling, declaró el estado de emergencia y Gustav von Kahr fue nombrado Staatskomissar, o Comisario Estatal, con poderes dictatoriales para gobernar el estado. Además de von Kahr, el jefe de la policía estatal bávara, el coronel Hans Ritter von Seisser y el general Otto von Lossow del Reichswehr formaron un triunvirato gobernante. Hitler anunció que celebraría 14 reuniones masivas a partir del 27 de septiembre de 1923. Temeroso de la posible interrupción, una de las primeras acciones de Kahr fue prohibir las reuniones anunciadas. Hitler estaba bajo presión para actuar. Los nazis, junto con otros líderes en la Kampfbund, sintieron que tenían que marchar sobre Berlín y tomar el poder o sus seguidores recurrirían a los comunistas. Mientras tanto, el 5 de octubre de 1923, Kahr cerró el periódico nazi Völkischer Beobachter durante diez días. Kahr también anunció un discurso sorpresa en la Bürgerbräu Keller.
El golpe de Estado se inspiró en la exitosa Marcha sobre Roma de Benito Mussolini, del 22 al 29 de octubre de 1922. Hitler y sus asociados planeaban usar Múnich como base para una marcha contra el gobierno de la República de Weimar en Alemania. Hitler se dio cuenta de que Kahr intentaba controlarlo y no estaba preparado para actuar contra el gobierno de Berlín. Hitler quería aprovechar un momento crítico para el éxito de la agitación popular y el apoyo.
El golpe fue planeado el 7 de noviembre en una decisión apresurada en el apartamento de Kriebel. No todos los miembros fueron notificados. Con el propósito de comunicarse, la fiesta utilizó dos hojas de papel; un color rojo significa "lo real" y el otro blanco significa una carrera de práctica. Eligieron pasar la etiqueta blanca. En el momento del golpe, sólo 2.000 miembros de la Kampfbund estaban en Múnich. El 8 de noviembre de 1923, el golpe avanzó, pero falló.

## Unidades SA y líderes
- 1.er Batallón (Karl Beggel)
- 2.º Batallón (Edmund Heines)
- 3.er Batallón (Hans Knauth)
- Décima Compañía (Friedrich Mayer)